# Mar d'Irlanda
La mar d'Irlanda (en gaèlic irlandès Muir Éireann o Muir Meann, en anglès Irish Sea, en gaèlic escocès Muir Èireann, en manx Mooir Vannin, en gal·lès Môr Iwerddon) és un braç de mar situat al nord-oest d'Europa que separa les illes d'Irlanda, a l'oest, i la Gran Bretanya, a l'est. La seva extensió és d'uns 104.000 km². Al nord-oest, comunica amb l'oceà Atlàntic mitjançant el canal del Nord, i al sud amb la mar Cèltica pel canal de Sant Jordi. Conté les illes de Man i Anglesey.

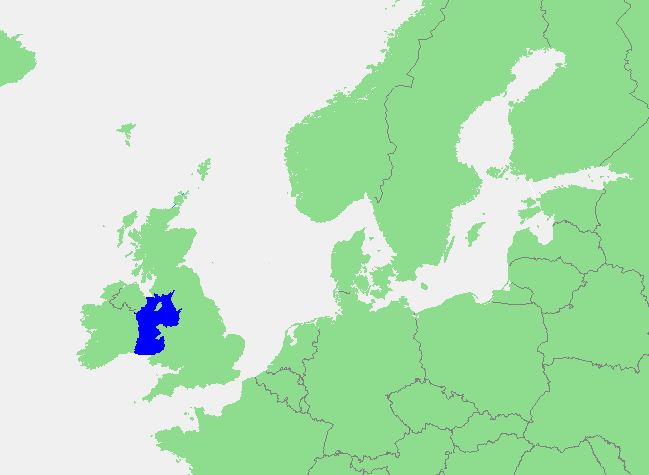
Localització del mar d'Irlanda

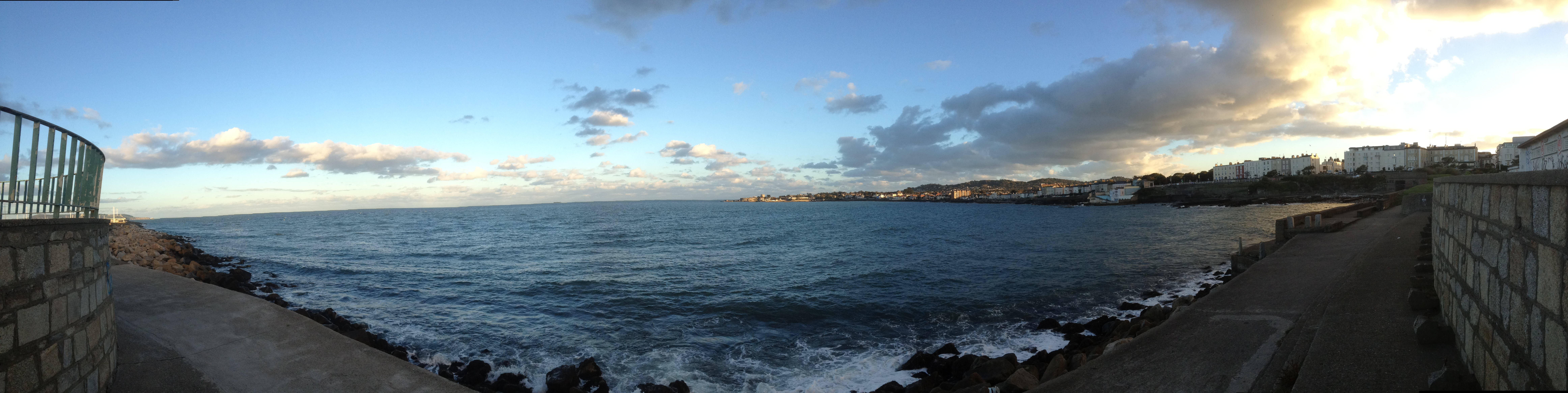
Des del moll de Dún Laoghaire, una ciutat costanera suburbana al comtat de Dublín, Irlanda

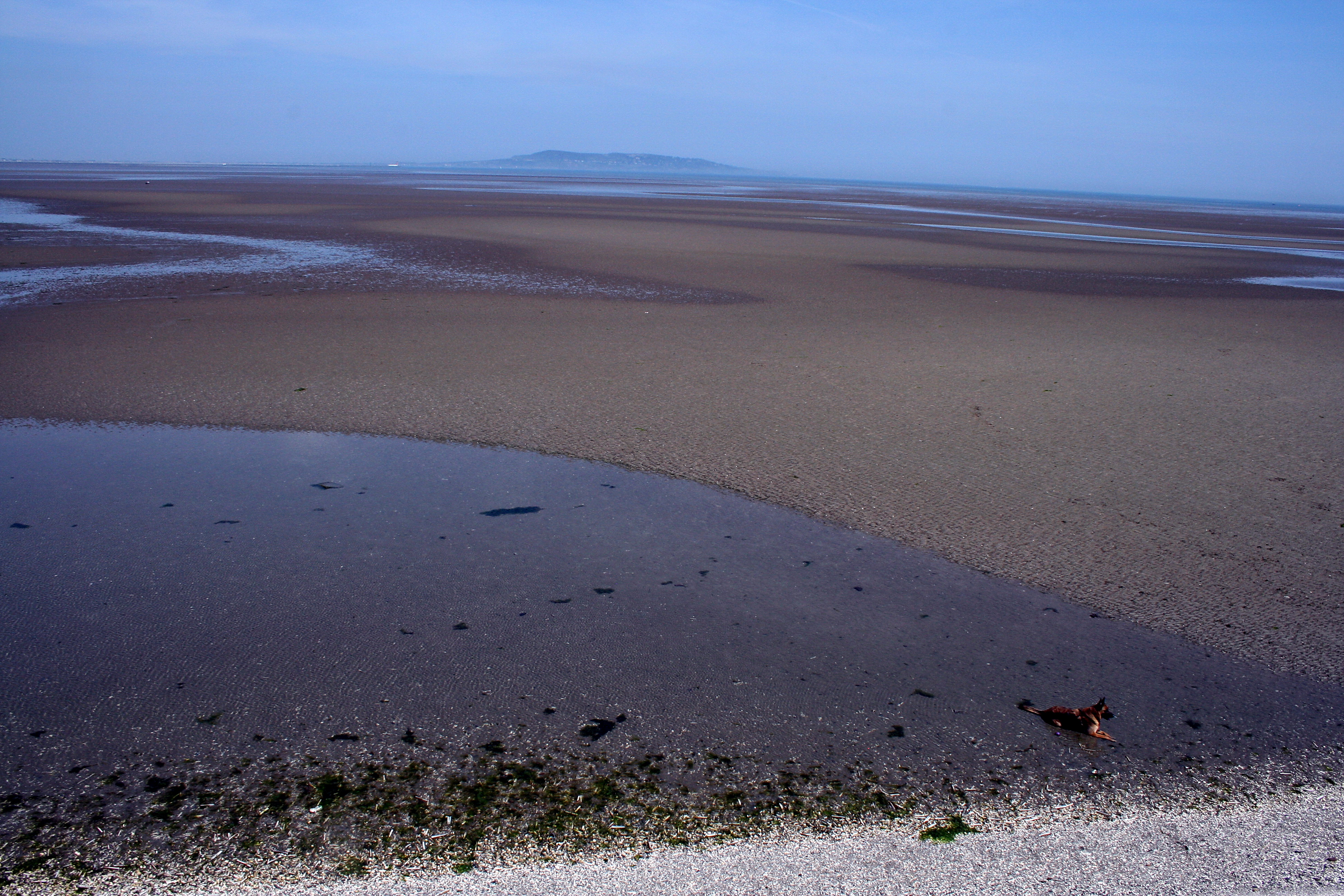
Badia de Dublín

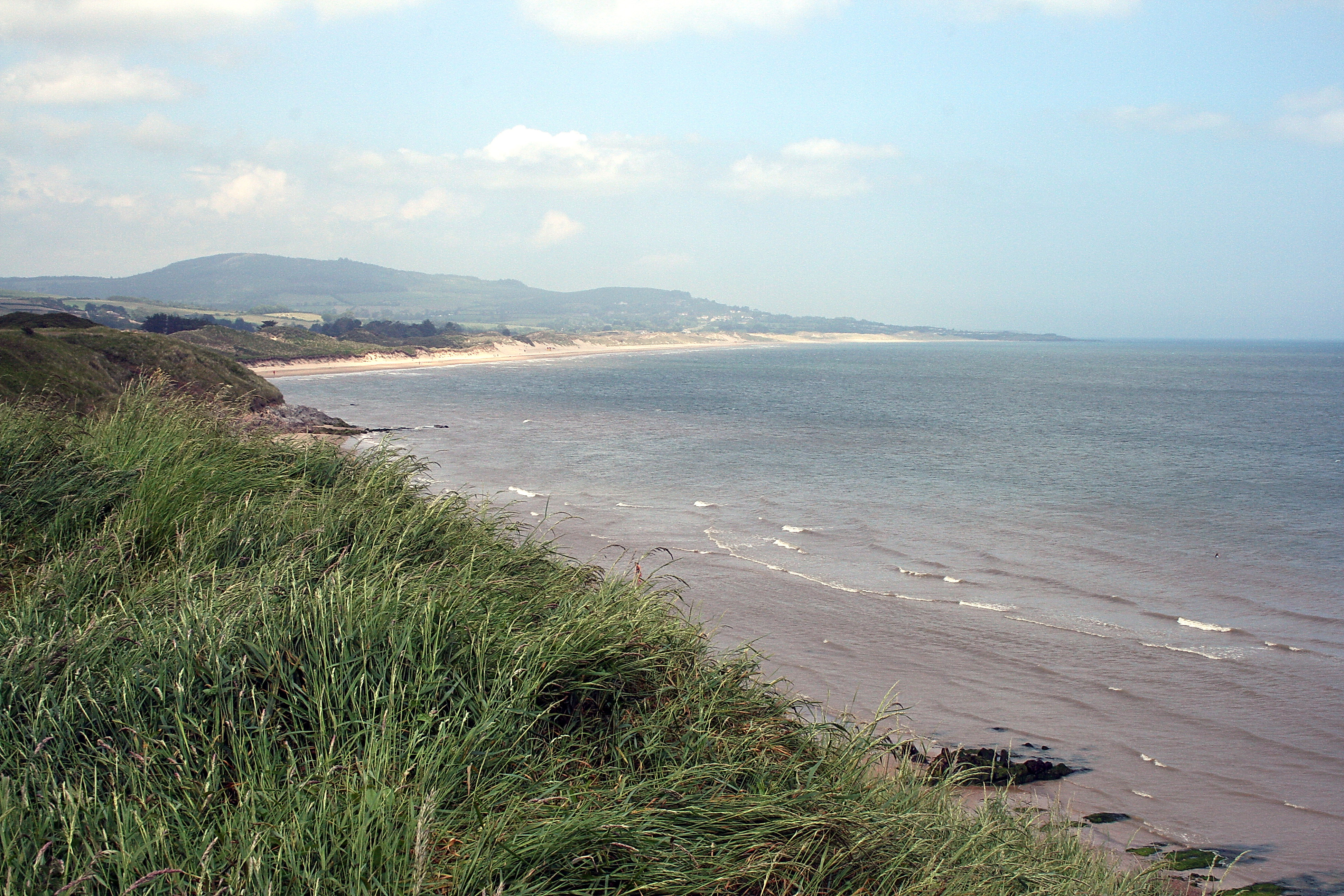
Badia de Brittas

Es va formar fa uns 20.000 anys al final de l'era glacial; al començament era un enorme llac d'aigua dolça, però amb el desglaç generalitzat va esdevenir un mar quan hi va entrar l'aigua salada de l'oceà.
Té una gran importància econòmica pel que fa al comerç regional, el transport marítim, la pesca i la generació d'electricitat (energia eòlica i nuclear) a les seves costes; també té notables camps d'explotació petroliera i de gas natural. S'ha discutit llargament la possibilitat de construir un túnel ferroviari submarí entre els dos estats costaners de 80 km de llargada. El trànsit anual entre ambdues illes és de més de 12 milions de passatgers i de 17 megatones de mercaderies.
És, per tant, una via de comunicació molt freqüentada, amb un bon nombre d'enllaços marítims entre la Gran Bretanya i Irlanda: de Swansea a Cork, de Fishguard i Pembroke a Rosslare, de Caergybi a Dún Laoghaire, de Stranraer a Belfast i Larne, i de Cairnryan a Larne. També hi ha la connexió Liverpool-Belfast amb escala a l'illa de Man.

## Topografia
El mar d'Irlanda s'uneix a l'Oceà Atlàntic tant als seus extrems nord com al sud. Al nord, la connexió és a través del Canal del Nord entre Escòcia i Irlanda del Nord i el mar de Malin. L'extrem sud està enllaçat amb l'Atlàntic a través del Canal de Sant Jordi entre Irlanda i Pembrokeshire, i la Mar Cèltica. Està compost per un canal més profund d'uns 300 km de llarg i 30–50 km d'ample al seu costat occidental i badies menys profundes a l'est. La profunditat del canal occidental oscil·la entre els 80 i els 275 m.
La badia de Cardigan al sud i les aigües a l'est de l'illa de Man tenen menys de 50 m de profunditat. Amb un volum total d'aigua de 2.430 km³ i una superfície de 47.000 km², el 80% es troba a l'oest de l'illa de Man. Els bancs de sorra més grans són els Bancs Bahama i King William a l'est i al nord de l'illa de Man i el Banc Kish, el Banc Codling, el Banc Arklow i el Banc Blackwater prop de la costa d'Irlanda. El mar d'Irlanda, a la seva amplada màxima, és de 200 km i es redueix a 75 km.
L'Organització Hidrogràfica Internacional defineix els límits del mar d'Irlanda (amb el canal de Sant Jordi) de la següent manera:
Al nord. El límit meridional dels mars interiors davant de la costa oest d'Escòcia, definit com una línia que uneix l'extrem sud del Mull of Galloway (54°38'N) a Escòcia i Ballyquintin Point (54°20'N) a Irlanda del Nord.
Al sud. Una línia que uneix St. David's Head a Gal·les (51° 54′ N, 5° 19′ O / 51.900°N,5.317°O) fins a Carnsore Point a Irlanda (52° 10′ N, 6° 22′ O / 52.167°N,6.367°O).
El mar d'Irlanda ha sofert una sèrie de canvis dramàtics durant els darrers 20.000 anys a mesura que va acabar l'últim període glacial i va ser substituït per condicions més càlides. En el moment àlgid de la glaciació, la part central del mar modern era probablement un llarg llac d'aigua dolça. Quan el gel es va retirar fa 10.000 anys, el llac es va tornar a connectar amb el mar.

## Història
El mar d'Irlanda es va formar a l'era del Neogen. Entre les travessies notables hi ha diverses invasions des de Gran Bretanya. La invasió normanda d'Irlanda va tenir lloc per etapes durant el final del segle XII des de Porthclais prop de Tyddewi, Gal·les, a Urca, Snekkars, Keelsa i Cogs fins al port de Wexford, Leinster. Els Tudor van travessar el mar d'Irlanda per envair-la el 1529 en caravel·les i carraques. L'any 1690 la flota anglesa va salpar per a la Guerra Guillemita d'Irlanda des de Hoylake, Wirral, la sortida va passar a ser coneguda permanentment com a King's Gap com a resultat.

## Connexions marítimes
Com que Irlanda no té ni túnel ni pont per connectar-la amb Gran Bretanya, la gran majoria del comerç de mercaderies pesades es fa per mar. Els ports d'Irlanda del Nord gestionen 10 milions de tones de comerç de mercaderies amb la resta del Regne Unit anualment; els ports de la República d'Irlanda gestionen 7,6 milions de tones, que representen el 50% i el 40% respectivament del comerç total en pes.
El port de Liverpool en gestiona 32 milions de tones de càrrega i 734.000 passatgers a l'any. El port de Caergybi gestiona la major part del trànsit de passatgers dels ports de Dublín i Dún Laoghaire, així com 3,3 milions de tones de mercaderies.
Els ports de la República mouen 3.600.000 viatgers que travessen el mar cada any, el que suposa el 92% de tots els viatges del mar d'Irlanda.
Les connexions de ferri de Gal·les a Irlanda a través del mar d'Irlanda inclouen Fishguard Harbour i Pembroke a Rosslare, Holyhead a Dún Laoghaire i Holyhead a Dublín. Des d'Escòcia, Cairnryan connecta amb Belfast i Larne. També hi ha una connexió entre Liverpool i Belfast via l'illa de Man o directament des de Birkenhead. El ferri de cotxes més gran del món, Ulysses, és operat per Irish Ferries a la ruta Dublin Port–Holyhead; Stena Line també opera entre Gran Bretanya i Irlanda.
"Mar d'Irlanda" també és el nom d'una de les àrees de previsió d'enviament de la BBC definides per les coordenades:
- 54° 50′ N, 05° 05′ O / 54.833°N,5.083°O
- 54° 45′ N, 05° 45′ O / 54.750°N,5.750°O
- 52° 30′ N, 06° 15′ O / 52.500°N,6.250°O
- 52° 00′ N, 05° 05′ O / 52.000°N,5.083°O

Transport for Wales Rail, Iarnród Éireann, Irish Ferries, Stena Line, Northern Ireland Railways, Stena Line i ScotRail promouen SailRail amb bitllets de tren per al tren i el ferri.
El vaixell britànic LCT 326 es va enfonsar al mar d'Irlanda i va ser descobert el març de 2020. El setembre de 2021 es va descobrir el vaixell de la marina britànica HMS Mercury; s'havia enfonsat el 1940. El vaixell britànic SS Mesaba va ser enfonsat pel Nasiz el 1918 i descobert més de cent anys després, el 2022. Aquest vaixell és conegut per navegar a prop del Titanic i per intentar avisar el Titanic sobre icebergs perillosos.

## Fauna i flora
Els principals llocs naturals del mar d'Irlanda, i els més accessibles, són els seus estuaris: en particular els estuaris Dee, Mersey i Ribble, Badia de Morecambe, Solway Firth, Llac Ryan, Firth of Clyde, Belfast Lough, Strangford Lough, Carlingford. Lough, Dundalk Bay, Dublin Bay i Wexford Harbour; però moltes espècies naturals només viuen als penya-segats, les maresmes, les dunes de sorra costaneres, el fons marí i el mateix mar.
Només es disposa d'informació fragmentària sobre els invertebrats del fons del mar d'Irlanda donada la seva extensió i la poca visibilitat és, per tant, el contingut de les xarxes de pesca que se'ns informa. Tanmateix, la fauna bentònica es distribueix segons el relleu del fons marí: roques, còdols, grava, sorra, fang o torba. Fins ara s'han comptat set comunitats en els sediments, dominades en diferents graus per estrelles de mar, eriçons de mar, cucs de mar, musclos, tellines, i caragols de mar.
Alguns fons marins acullen una fauna molt rica: així el sud-oest de l'illa de Man, així com els llits de modiolus de Strangford Lough. Als fons de grava, hi ha més vieires i xelets. Als estuaris, on els fons són més sorrencs o fangosos, hi ha menys espècies, però les poblacions són més nombroses. La gamba comuna, escopinyes i musclos sostenen les pesqueres de la badia de Morecambe i l'estuari de Dee. Els estuaris són autèntics llocs de cria de llenguado, arengada i llobarro. Els fons fangosos més profunds són la llar de poblacions de llamàntol.

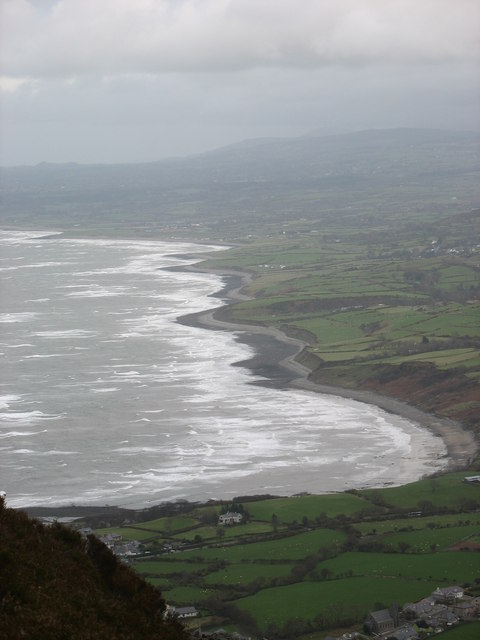
Badia de Caernarfon, Gal·les.

L'alta mar és un hàbitat complex, estratificat verticalment i subjecte als corrents, però també a les estacions i les marees. Per exemple, allà on l'aigua dolça dels estuaris desemboca al mar d'Irlanda, la seva influència s'estén molt lluny de la costa fins que la seva densitat, inferior a la de l'aigua de mar, l'exposa a vents que augmenten gradualment la seva salinitat. De la mateixa manera, l'aigua més càlida és menys densa i l'aigua de mar de la costa sura. La profunditat de penetració de la llum depèn de la terbolesa: això crea una estratificació de les poblacions de plàncton que condiciona la distribució de les comunitats d'animals que s'alimenten d'aquest plàncton. No obstant això, les tempestes pertorben aquesta distribució, que només es torna a congelar en temps tranquil.
El plàncton és una barreja de bacteris, microplantes (fitoplàncton) i animals (zooplàncton) que es desplacen al mar. La majoria d'aquestes entitats són microscòpiques, però també hi ha algunes espècies de meduses i ctenòfors, que són molt més grans.
Les diatomees i els dinoflagel·lats dominen el fitoplàncton. Malgrat la seva mida microscòpica, tenen una closca dura i els dinoflagel·lats tenen una petita cua amb la qual es propulsen per l'aigua. Les poblacions de fitoplàncton al mar d'Irlanda exploten a l'abril i al maig, quan l'aigua es torna molt verda.
Els crustacis, especialment els copèpodes, dominen dins del zooplàncton, però bona part de la fauna marina juvenil és transportada pel zooplàncton, i aquesta sopa és de vital importància, directament o indirecta, per a la dieta de moltes espècies del mar d'Irlanda, inclosos els animals més grans: el tauró pelegrí, per exemple, s'alimenta només de plàncton i la tortuga llaüt, de meduses.
El mar d'Irlanda és la llar d'una multitud d'espècies d'invertebrats: això va des dels cucs de truges dels parapodis fins a la sípia camaleònica i els crancs depredadors. Entre les varietats més interessants, cal esmentar les que contribueixen a la reconstitució del corall, com els bivalves que es desenvolupen als molls (musclos de Strangford Lough o l’hermelle de la badia de Morecambe), que trobem al llarg de les costes de Cúmbria i Lancashire. Aquestes colònies formen, any rere any, grans edificis submarins que després serveixen de suport o niu, temporal o permanent, a altres espècies animals o vegetals.
Les tortugues marines es troben regularment encallades al llarg de les costes del mar d'Irlanda: aquesta espècie migra cada any pel nord de les Illes Britàniques, seguint les colònies de meduses de les quals s'alimenta. Quan es troben saouannes, lepidochelys verdes al mar d'Irlanda, estan molt malaltes o ja estan mortes: és perquè el corrent els va desviar del seu medi natural, més al sud, a les aigües fredes.
Els estuaris del mar d'Irlanda són zones d'alimentació vitals per a les rutes migratòries dels ocells litorals que divideixen el seu any entre l'Àrtida i l'Àfrica. D'altres busquen un clima més suau allà quan l'Europa continental està a les mans de l'hivern. Hi ha vint-i-una espècies d'ocells marins que nidifiquen regularment a les platges o penya-segats del mar d'Irlanda. Enormes poblacions d'ànecs marins i escoters passen l'hivern alimentant-se a les aigües superficials de les costes orientals d'Irlanda, Lancashire i el nord de Gal·les.
Tots els cetacis freqüenten el mar d'Irlanda, però es desconeix el seu nombre exacte. S'han comptabilitzat una dotzena d'espècies des de 1980, però només tres d'elles són contactades sovint: marsopa, tursiops i dofí comú. Menys vistos són el rorqual minke, el rorqual d'aleta o sei, el rorqual geperut, les balenes franques actualment considerades gairebé extintes de l'Atlàntic Nord oriental, el catxalot, el zífid cap d'olla boreal, cap d'olla negre d'aleta llarga, les orques, el dofí de musell blanc, dofí ratllat i el cap d'olla gris. L'any 2005 es va formular un projecte per reintroduir la balena grisa al mar d'Irlanda transportant 50 individus des de l'oceà Pacífic.
Les foques portuàries i les foques grises són natives del mar d'Irlanda. Les foques crien a Strangford Lough, les foques grises al sud-oest de Gal·les i, en menor nombre, a l'illa de Man. Aquestes foques grises també freqüenten els voltants de Hilbre i Walney Island, les costes de Merseyside, la península de Wirral, St. Annes, Barrow-in-Furness i les costes de Cúmbria.

## Ports al mar d'Irlanda
- Barrow-in-Furness ( Anglaterra)
- Birkenhead ( Anglaterra)
- Douglas ( Illa de Man)
- Drogheda ( Irlanda)
- Dublín ( Irlanda)
- Dún Laoghaire ( Irlanda)
- Port d'Ellesmere ( Anglaterra)
- Fishguard (Gal·les)
- Fleetwood ( Anglaterra)
- Heysham ( Anglaterra)
- Caergybi (Gal·les)
- Liverpool ( Anglaterra)
- Rosslare ( Irlanda)

## Illes
- Només s'enumeren aquí les illes del mar d'Irlanda que tinguin una superfície d'almenys 1 km² o estiguin habitades de manera permanent.
- Distingim les illes d'Anglesey i Holy.

| Nom             | Superfície (km²) | Rang (mida) | Població permanent | Rang (pobl.) | Entitat administrativa |
| --------------- | ---------------- | ----------- | ------------------ | ------------ | ---------------------- |
| Anglesey        | 675              | 01          | 56.092             | 02           | País de Gal·les        |
| Illa de Man     | 572              | 02          | 84.497             | 01           | Illa de Man            |
| Illa Holy       | 39               | 03          | 13.579             | 03           | País de Gal·les        |
| Walney Island   | 13               | 04          | 11.388             | 04           | Anglaterra             |
| Illa Lambay     | 5.54             | 05          | <10                | 08           | Irlanda                |
| Bull Island     | 3                | 06          | <20                | 07           | Irlanda                |
| Illa de Ramsey  | 2.58             | 07          | 0                  | -            | País de Gal·les        |
| Bardsey Island  | 1.79             | 09          | <5                 | 10           | País de Gal·les        |
| Calf of Man     | 2.50             | 08          | 0                  | -            | Illa de Man            |
| Illa de Barrow  | desconegut       | -           | 2.616              | 05           | Anglaterra             |
| Roa (Illa)      | desconegut       | -           | 100                | 06           | Anglaterra             |
| Ynys Gaint      | desconegut       | -           | <10                | 08           | País de Gal·les        |
| Illa de Piel    | 0.20             | -           | <5                 | 10           | Anglaterra             |
| Ynys Castell    | desconegut       | -           | <5                 | 10           | País de Gal·les        |
| Ynys Gored Goch | 0.004            | -           | <5                 | 10           | País de Gal·les        |

## Projectes de creuament
Les converses per enllaçar Gran Bretanya amb Irlanda es remunten al 1895, quan es va votar un pressupost de 15.000 £ esterlines per dur a terme sondejos al llarg del Canal du Nord per a un túnel entre Irlanda i Escòcia. Seixanta anys més tard, Harford Montgomery-Hyde, diputat unionista del nord de Belfast, va rellançar una campanya pel túnel. Els projectes de túnels són revisats periòdicament pel parlament irlandès i de la mateixa manera la idea d'un pont o enllaç de túnel de 34 km ressorgeix periòdicament als mitjans britànics. Existeixen diversos projectes, inclòs un entre Dublín i Cape Holyhead, proposat el 1997 per l'oficina de disseny de Symonds. Amb una longitud de 80 km, seria, amb diferència, el túnel més llarg del món, i el seu cost estimat el 2007 era d'uns 20.000 milions de lliures.

## Radioactivitat
L'organització que Greenpeace va descriure el febrer 2014 el mar d'Irlanda com el mar més contaminat del món, amb uns «vuit milions de litres de residus nuclears abocats cada dia pels abocaments de la planta de reprocessament de Sellafield». La central elèctrica de Sellafield va abocar els seus abocaments al mar d'Irlanda a partir de 1952, amb una intensificació entre mitjans i finals de la dècada de 1960, i un pic a mitjans dels anys setanta.: així és com les emissions de plutoni (i precisament 241Pu) van assolir un pic el 1973 amb 2.755 TBq per retrocedir a 8,1 TBq el 2004. Les millores en el reprocessament de residus a partir de 1985 van reduir la quantitat d'alliberament radioactiu, tot i que el procés va augmentar l'alliberament de nous radionúclids: es tracta, en particular, de llançaments de tecneci, que van passar de 6,1 TBq el 1993 a 192 TBq el 1995, abans de tornar a caure a 14 TBq. Un total de 22 PBq de 241 Pu s'hauran alliberat durant el període de 1952 a 1998. Les taxes de descàrrega de molts radionúclids són avui almenys 100 vegades inferiors a les de la dècada de 1970.
L'anàlisi de la difusió de contaminants radioactius mostra que els corrents marins dispersen una gran proporció dels elements radioactius més solubles (especialment el cesi) cap al nord fora del mar d'Irlanda després d'un any. Les mesures del contingut de tecneci després de 1994 determinen un temps de trànsit cap al Mar del Nord d'uns sis mesos amb concentracions màximes a la costa nord-est d'Irlanda entre 18 i 24 mesos després de l'alliberament. Tanmateix, els elements menys solubles com el plutoni estan estancats més temps i, tot i que les concentracions han baixat des de la reducció de les descàrregues, es mantenen més altes a l'est del mar d'Irlanda que a la meitat occidental. La dispersió d'aquests elements està molt lligada a l'activitat química dels sediments: els dipòsits fangosos del fons marí atrapen efectivament alguns dels radionúclids, a raó de 200 kg de plutoni. Les concentracions més altes a l'est del mar d'Irlanda es troben als bancs sedimentaris paral·lels a les costes de Cúmbria, i aquesta zona és una font de contaminació perquè els radionúclids s'hi recombinen. Diversos estudis han demostrat que el 80 % de la contaminació per cesi a l'aigua de mar prové dels dipòsits sedimentaris, i el contingut de plutoni dels dipòsits sedimentaris entre l'illa de Man i les costes d'Irlanda no disminueix a causa de la contaminació secundària dels dipòsits sedimentaris de l'est.
El consum de peix capturat al mar d'Irlanda és la principal font d'exposició humana a la radioactivitat. Un informe de seguiment ambiental de l'Institut de Protecció Radiològica d'Irlanda (RPII) que cobreix el període 2003 a 2005 mostra que l'any 2005 la contaminació radioactiva era inferior a 1 Bq/kg per als peixos i menys de 44 Bq/kg per als motlles. Les dosis de radioactivitat artificial rebudes pels majors consumidors de peix a Irlanda l'any 2005 van ser d’1,10 µSv. Aquesta xifra s'ha de comparar amb la radioactivitat natural que afecta el peix consumit per aquesta població.: 148 µSv, i amb la dosi radioactiva mitjana a Irlanda: 3.620 µSv. Així, el risc d'excés de mortalitat per càncer a causa del consum de peix és d'1 de cada 18 milions, i el risc de contraure càncer a Irlanda és d'1 de cada 522. Al Regne Unit, els majors consumidors de peix de Cúmbria haurien rebut el 2005 una dosi de 220 µSv atribuïble a les descàrregues de Sellafield. Aquesta xifra es pot comparar amb la dosi anual de radiació natural rebuda al Regne Unit: 2.230 µSv.

## Energia eòlica

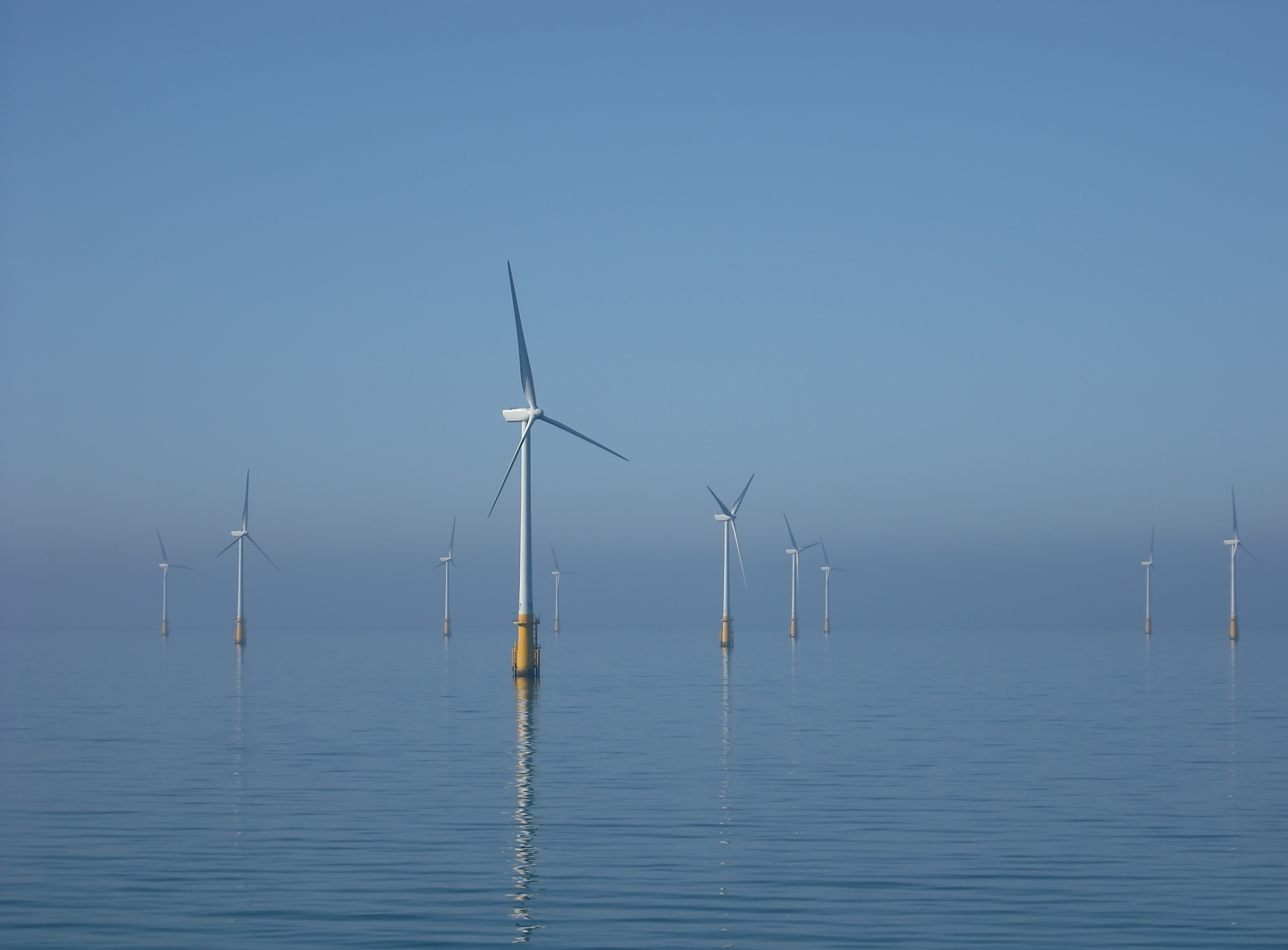
El parc eòlic offshore de Barrow, a l'illa de Walney.

S'ha desenvolupat un parc eòlic marí al parc eòlic d'Arklow Bank, a 10 km de la costa del comtat de Wicklow, al sud del mar d'Irlanda. Està equipat amb set aerogeneradors General Electric de 3,6 MW, cadascun amb un rotor de 104 m de diàmetre.: aquesta és la primera aplicació comercial d'aerogeneradors de més de 3 MW. L'operador, Airtricity, té previst instal·lar finalment un centenar d'aerogeneradors en aquest lloc.
Altres parcs eòlics offshore a Irlanda inclouen:
- North Hoyle, a 8 km de la costa entre Rhyl i Prestatyn, al nord de Gal·les, està equipat amb trenta turbines de 2 MW[44] gestionades per NPower Renewables.
- Burbo Bank es troba a 10 km al nord de la península de Wirral
- Robin Rigg es troba a Solway Firth
- Trenta aerogeneradors de 90 m i 3 Els MW es van establir a 7 km de la costa de l'illa Walney.[45]
- Hi ha més turbines eòliques en construcció a Clogherhead (Parc eòlic d'Oriel)[46]